# Theola Kilgore
Theola Kilgore (* 1925 in Shreveport, Louisiana; † 15. Mai 2005 in Los Angeles) war eine US-amerikanische Soul- und Gospelsängerin.

## Musikalische Laufbahn
Kilgore wuchs im kalifornischen Oakland auf und kam über Gospelchöre zur Musik. In den frühen 1950er Jahren sang die Afroamerikanerin im professionell ausgerichteten Gospelchor Mt. Zion Spiritual Choir. Mit dem Chor wirkte sie 1955 bei der Aufnahme einer Single-Schallplatte mit, die von dem Ajax-Label in Oakland produziert wurde. Ihre Bekanntschaft mit dem Songwriter und Schallplattenproduzenten Ed Townsend führte dazu, dass sich Kilgore in den 1960er Jahren der säkularen Musik zuwandte. Im Herbst 1960 produzierte Townsend mit Kilgore für die Plattenfirma Candix aus Los Angeles eine Single mit dem Titel The Sound of My Man, einem Antwortsong auf Sam Cookes Erfolgssong Chain Gang.
Kilgores Version fand wenig Aufmerksamkeit, und so erschien ihre nächste Schallplatte erst wieder Anfang 1963. Sie wurde von erneut von Ed Townsend produziert und er hatte auch beide Titel der Single geschrieben. Diese wurde im März 1963 von der Plattenfirma Serock, einem Sublabel von Secpter aus New York, veröffentlicht. Der A-Seiten-Titel The Love of My Man war zum einen eine Replik auf Kilgors erste Platte und zum anderen eine weltliche Adaption des Gospelsongs The Love of God, den die Gospelgruppe The Soul Stirrers 1958 auf Platte veröffentlicht hatte. Das US-Musikmagazin Hot 100 nahm den Titel am 20. April 1963 erstmals in die Hot 100 auf Platz 95 auf. Am 1. Juni erreichte er mit Rang 21 seine Höchstwertung, insgesamt hielt er sich 12 Wochen in den Hot 100. Noch größeren Erfolg hatte der Song in den Rhythm-and-Blues-Charts, wo er auf den dritten Platz eingestuft wurde. Auch der im Sommer 1963 ebenfalls bei Serock veröffentlichte Titel This Is My Prayer kam in die Hot 100, stieg dort jedoch nur bis zum 60. Platz auf.
1964 gründeten Theola Kilgore und Ed Townsend eine eigene Schallplattenfirma, die sie nach ihren Initialen „KT Records“ nannten. Mit Theola Kilgore wurde die Debüt-Single produziert, deren beide Titel He’s Coming Back To Me und I’ll Keep Trying von Townsend und Kilgore komponiert worden waren. Die Platte kam im Mai 1964 auf den Markt, blieb aber weitgehend unbeachtet. Auch das Label KT konnte sich nicht behaupten und zog sich nach zwei Jahren wieder zurück. Nach einer erneuten zweijährigen Pause brachte die erfolgreiche Plattenfirma Mercury Records eine Single mit Theola Kilgore heraus, an der Townsend nicht mehr beteiligt war. Die Platte blieb ebenfalls erfolglos. Nachdem Secpter im Oktober noch einmal Kilgores Erfolgstitel The Love of My Man auf einer Single herausgebracht hatte, wurde Kilgores Plattenkarriere beendet. Sie kehrte in die Gospelszene zurück und starb 80-jährig in Los Angeles.

## US-Charts bei Billboard
| Einstieg | Titel              | Hot 100 | R&B |
| -------- | ------------------ | ------- | --- |
| 4/1963   | The Love of My Man | 21.     | 3.  |
| 8/1963   | This Is My Prayer  | 60.     |     |

## US-Diskografie
(Vinyl-Singles)
| A/B-Seite                                         | Katalog-Nr.   | veröffentl. |
| ------------------------------------------------- | ------------- | ----------- |
| The Sound Of My Man (Chain Gang) / Later I’ll Cry | Candix 311    | 12/1960     |
| The Love Of My Man / I Know That He Loves Me      | Serock 2004   | 03/1963     |
| This Is My Prayer / As Long As You Need Me        | Serock 2006   | 07/1963     |
| He’s Coming Back To Me / I’ll Keep Trying         | KT 501        | 05/1964     |
| It’s Gonna Be Alright / I Can’t Stand It          | Mercury 72564 | 05/1966     |
| The Love Of My Man / As Long As You Need Me       | Scepter 12170 | 10/1966     |